# Canton de Picauville
Le canton de Picauville est une ancienne circonscription administrative de la Manche.